# Megalastrum galeottii
Megalastrum galeottii là một loài dương xỉ trong họ Dryopteridaceae. Loài này được M. Martens R.C. Moran & J. Prado mô tả khoa học đầu tiên năm 2010.